# Abchaziska SSR
Abchaziska socialistiska sovjetrepubliken (förkortat Abchaziska SSR) var en kortlivad sovjetrepublik i Abchazien mellan den 31 mars 1921 till den 19 februari 1931. 

## Historik
Republiken var självständig mellan den 21 maj till den 16 december 1921 då Abchazien blev en federal del av Georgiska SSR. Abchaziska SSR nådde aldrig den högsta statusen som Sovjetrepublik trots att republiken uttryckt en sådan önskan i sin konstitution från år 1925 (artikel 4). Republiken hade en speciell status som “fördragsrepublik” associerad med den Georgiska socialistiska sovjetrepubliken genom vilken Abchazien var en del av den Transkaukasiska socialistiska federativa sovjetrepubliken. År 1931 upplöstes Abchaziska SSR och övergick i den Abchaziska autonoma socialistiska sovjetrepubliken inom Georgiska SSR.